# Левицький Михайло Васильович (дипломат)
Миха́йло Васи́льович Леви́цький (9 лютого 1891, с. Явче, Галичина, Австро-Угорщина (нині Рогатинський район, Івано-Франківська область) — 1933, Сормово, РРФСР, СРСР) — український радянський дипломат, партійний діяч, комуніст. Член Центральної Контрольної Комісії КП(б)У в грудні 1925 — листопаді 1927 р. Кандидат у члени ЦК КП(б)У в листопаді 1927 — січні 1932 р.

## Біографія
Закінчив гімназію у Львові. Під час Першої світової війни був офіцером австрійської армії. Перебував у полоні в Росії.
Активний учасник боротьби за радянську владу в Туркестані. У 1918 був редактором газети «Туркестанська правда» (Ташкент). Член РКП(б) з 1918 року.
Від 1919 року — один із керівників комуністичного руху в Східній Галичині: член Тимчасового комітету Компартії Східної Галичини (КПСГ), член підпільного ЦК КПСГ. У 1920 році обирався членом Політичного бюро Комуністичної партії Східної Галичини, членом Галицького революційного комітету. Був делегатом II конгресу Комінтерну (1920).
У 1920—1924 роках перебував на дипломатичній роботі: у 1921—1923 роках був повноважним представником УСРР в Чехословаччині, в 1923—1924 роках — дипломатичним представником СРСР в Австрії.
Від 1924 року — народний комісар Робітничо-селянської інспекції УСРР, член Колегії Народного комісаріату РСІ УСРР, завідувач сільськогосподарської секції Народного комісаріату РСІ УСРР; заступник уповноваженого Народного комісаріату закордонних справ СРСР по Українській СРР.
У листопаді 1926—1928 роках — завідувач інформаційного відділу ЦК КП(б)У.
У 1928—1930 роках — відповідальний секретар Волинського окружного комітету КП(б)У в місті Житомирі.
У 1930—1931 роках — завідувач культурно-освітнього відділу ЦК КП(б)У.
На IX з'їзді КП(б)У був обраний членом Центральної контрольної комісії КП(б)У, на X та XI з'їздах КП(б)У — кандидатом у члени ЦК КП(б)У.
Заарештований та висланий в Сормово (біля Нижнього Новгорода). Там 1933 року Михайло Левицький застрелився.